# 佰维

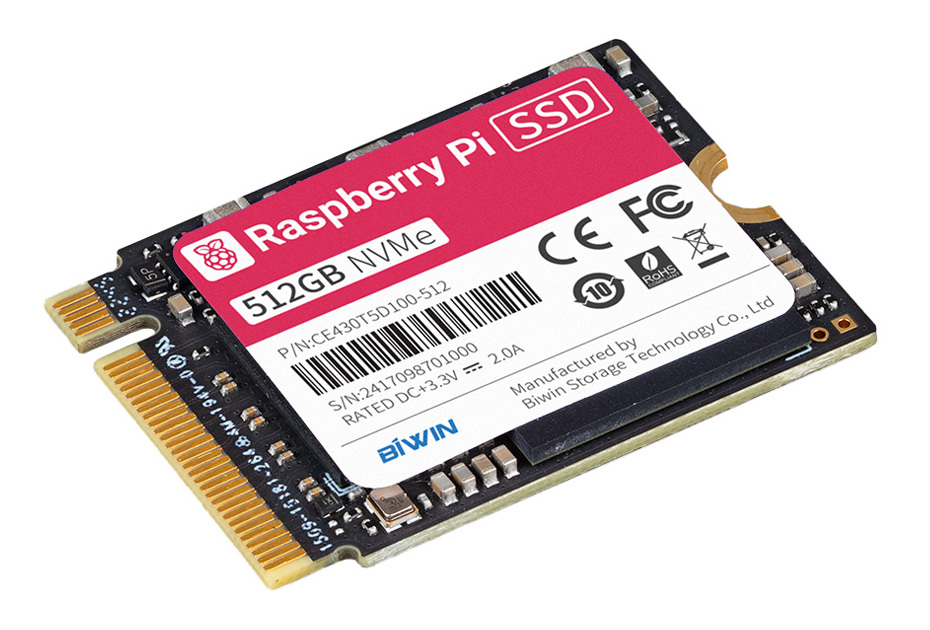
深圳佰维存储科技股份有限公司制造的 512 GB M.2 NVMe 固态硬盘 Raspberry Pi

深圳佰维存储科技股份有限公司（上交所：688525，简称：佰维存储）是一家总部位于深圳市，在美国、台湾、香港等地设有分公司或办事处的半导体科技公司，于2010年成立。其产品和服务主要包括嵌入式存储、PC存储、工车规存储、企业级存储、移动存储以及先进封测等。

## 历史
2010年由孙日欣
成立于深圳市南山区， 2016年与HP惠普合作推出惠普内存条,2017年总投资15亿元建设惠州仲恺高新技术产业开发区佰维存储芯片生产研发基地项目，2020年1月获得华为NM卡授权，聚焦存储生态发展服务华为P40系列、Mate30系列等华为手机用户。